# João Batista Viana
João Batista Viana Santos (Uberlândia, 20 de julho de 1961), conhecido como João Batista ou simplesmente Batista, é um ex-futebolista brasileiro que atuava como zagueiro.
Batista conquistou a medalha de prata na Seul 1988 com a Seleção Brasileira sub-23.
Defendeu os times brasileiros Atlético Mineiro, Athletico Paranaense, Uberlândia, Guarani além do time português Tirsense onde somou 157 jogos e 11 gols e venceu a segunda divisão portuguesa de 1993–94.
Em 2011, o ex-atleta esteve em disputa judicial contra a Panini devido a publicação de sua imagem nos cromos de álbuns de figurinhas daquela editora.

## Títulos
- Seleção Brasileira - Medalha de prata nas Olimpíadas de 1988
- Tirsense - II Liga Portuguesa: 1993-1994